# بوبي دونكان
بوبي دونكان (بالإنجليزية: Bobby Duncan)‏ هو لاعب كرة قدم بريطاني في مركز الدفاع، ولد في 27 أبريل 1945. لعب مع تورونتو سيتي ونادي إيست فيف ونادي هيبرنيان.